# 方济各·罗夫莱斯·奥尔特加
方濟各·羅夫萊斯·奧爾特加（西班牙語：Francisco Robles Ortega；1949年3月2日—）是墨西哥藉天主教執事級樞機及現任瓜達拉哈拉總教區總主教。

## 生平
羅夫萊斯·奧爾特加於墨西哥東南部哈利斯科州馬斯科塔出生。他於1976年7月20日在奧特蘭教區晉鐸。然後，他在羅馬宗座額我略大學就讀並於1979年獲頒神學碩士學位。
他於1991年6月5日晉牧，並獲教宗若望·保祿二世任命為托盧卡教區輔理主教，領波薩領銜教區主教銜。他於1996年6月5日升任托盧卡教區正權主教，2003年改任蒙特雷總教區總主教。
教宗本篤十六世於2007年11月24日將他冊封為司鐸級樞機，領獻聖母於聖殿堂區司鐸銜。2011年1月5日，他獲任命成為新成立的宗座新福音推廣理事會的成員。
他於2011年12月7日接替榮休的若望·桑多瓦爾·伊尼格斯樞機而擔任瓜達拉哈拉總教區正權總主教，2012年2月7日正式就任。2012年11月24日，他獲任命為宗座大眾傳播理事會中的一員。他曾參與2013年教宗選舉秘密會議，當時選出的是教宗方濟各。2013年12月16日，他獲任命為聖座主教部成員。

## 牧徽

方濟各·罗夫莱斯·奥尔特加枢机牧徽